# Kit Carson
Christopher Houston „Kit” Carson (Hunting Creek, Észak-Karolina, 1809. december 24. – Fort Lyon, Colorado állam, 1868. május 23.) amerikai felfedező, telepes, szőrme- és prémvadász, kereskedő és katonatiszt. Regényei, novellái még életében keresett íróvá tették.
Az amerikai polgárháború (1861–1865) alatt ezredesi, majd tábornoki rendfokozatban szolgált az északiak hadseregében. Számos, korabeli róla írt életrajz és újságcikk tette őt legendává, melyekből kitűnik vakmerősége, harctéri képességei, kitartása, melyek mély hatást gyakoroltak az Egyesült Államok nyugati terjeszkedésében részt vevő telepesekre. Népszerűségét még idősebb korában sem értette és nem érezte magáénak.
Carson 16 éves korában hagyta el a Missouri vidéki otthonát, majd a hegyvidéket járta: új útvonalakat, átjárókat kerestek az akkor még fel nem térképezett „vadnyugati” területen, főként prémvadászatból élt. A húszas évei közepén, az 1830-as években csatlakozott a Ewing Young vezette felfedező expedíciókhoz a mexikói Kalifornia (vagy „Felső Kalifornia”) területein, majd később prémvadász expedíciókhoz csatlakozott a Sziklás-hegységben. Az arapahó és sájen indiánok között élt, feleséget is közülük választott.
Az 1840-es években John C. Frémont expedicióinak vezetőjévé kérték fel, aki később az Unió nyugati alakulatainak főparancsnoka lett. Az expedíciók célterülete Kalifornia, Oregon és a Nagy-medence volt. Frémont térképeket, úti leírásokat adott ki a közel 3500 km hosszú oregoni úthoz (Oregon Trail), melyek elkészítésében fontos szerepet töltött be Carson. Későbbi hírneve is ezekből az időkből származtatható. Frémont vezetésével és anyagi támogatásával, 1846-ban Carson vezette Kalifornia meghódítását, mely terület élére 1847-ben Frémontot nevezték ki első kormányzónak. Carson területi ismeretei nagyban segítették az amerikai csapatok hadmozdulatait a mexikói–amerikai háborúban, amely 1848-ben befejeződött. A háború utolsó szakaszában felderítő, hírszerző és futár bevetéseket teljesített. Híressé vált a „parttól-partig” tartó utazásairól, amelyek Kaliforniától Washington DC-ig nyúltak. Az 1850-es években kinevezték az ute indiánok és a hikaría apacsok kormányközi ügynökévé (az „indián ügynökök” gyakorlatilag képviselők voltak).
Az amerikai polgárháború idején egy ezred erősségű, spanyolajkú új mexikói önkéntesekből álló alakulatot vezetett az Unió oldalán. Ezt követően segített elnyomni a navahók, a meszkaleró apacsok, a kajovák és a komancsok felkeléseit, rombolva az élelmiszer-útvonalaikat. Később dandártábornokká nevezték ki és átvette a kolorádói Fort Garland erőd vezetését. Valós parancsnoki feladatokat már nem látott el, megromló egészségi állapota miatt visszavonult a katonai szolgálatoktól.
Carson háromszor házasodott és tíz gyerek édesapja lett. Első két házassága indiánok között létesült (arapahók között 1835–1839; majd sájenek között 1841–1842), harmadik felesége (1842) új-mexikói, spanyolajkú családból származott. Josefa Jaramilloval 1868 áprilisi haláláig házasságban maradt. 1868 májusa végén Fort Lyonban halt meg, felesége után pár héttel, természetes halállal. Először a kolorádói Boggsville temetőjében temették el őket, majd később áthelyezték a sírt az új-mexikói Taos-ba. William Tecumseh Sherman tábornokkal szoros barátságot ápolt.

## Alakja képregényekben, magyarul
- Kit Carson; vál., ford., szerk. Bayer Antal; Nero Blanco Comix, Budapest, 2023
  - A komancs herceg; rajz. Alberto Breccia
  - A félelem határvidékén; rajz. Jesus Blasco
  - Az árulás ára; szöveg Ramón Ortiga

## Fordítás
- Ez a szócikk részben vagy egészben  a   Kit Carson című angol Wikipédia-szócikk ezen változatának fordításán alapul.  Az eredeti cikk szerkesztőit annak laptörténete sorolja fel. Ez a jelzés csupán a megfogalmazás eredetét és a szerzői jogokat jelzi, nem szolgál a cikkben szereplő információk forrásmegjelöléseként.